# Виктория Кутузова
Вижте пояснителната страница за други личности с името Виктория.
Виктория Кутузова  (на украински: Викторія Кутузова) е професионална тенисистка от Украйна. Започва да се занимава с тенис от седем годишна възраст. Тренира активно в тенис-академията на родния си град – Одеса. Неин настоящ треньор е баща и Валерий Кутузов.

## Кариера
Започва активно да се състезава през 2003 г., когато записва финален мач на юношеския турнир за „Откритото първенство на Австралия“, който губи от чешката тенисистка Барбора Захлавова-Стрицова.
Най-високото си класиране сред елита на световния тенис, украинката регистрира през 2005 г., когато достига до 76-а позиция в Световната ранглиста. Виктория Кутузова има спечелени четири шампионски титли от турнирите на Международната тенис-федерация (ITF). По ирония на съдбата всички свои титли тя завоюва по тенис-кортовете на Франция. Първия си финал тя печели на 20 ноември 2005 г., когато във френския град Довил, побеждава Цветана Пиронкова с резултат 6:4, 7:6. Буквално няколко дни по-късно (на 27 ноември 2005), печели титлата на турнира в Поатие, където надиграва естонската тенисистка Марет Ани с 6:3, 3:6, 6:4. През 2006 г., Кутузова завоюва една титла отново от турнира в Довил, където ликува след победа над италианката Алберта Брианти. На 3 май 2008 г. в Кан-сюр Мер, тя печели четвъртото си международно отличие, побеждавайки отново Марет Ани с резултат 6:1, 7:5.
Украинската тенисистка има и два загубени финала. Единият датира от 2005 г., когато на финала в люксембургския град Петанж отстъпва на беларуската си съименничка Виктория Азаренка с резултат 4:6, 2:6. На 12 април 2009 г., тя е победена от хърватката Каролина Шпрем на турнира в Торхут, Белгия.